# Kretsko narječje
Kretsko narječje inačica je grčkoga jezika kojom se govori uglavnom na otoku Kreti. Pripada južnoj grupi narječja grčkoga i, kao i svi ostali, razvio se od koine. Obično se smatra narječjem grčkoga jezika. Ipak, prema nekima on je poseban jezik, ali to nije mišljenje šire znanstvene zajednice. 

## Obilježja
Kretski pripada južnoj grupi grčkih narječja koji imaju jednu važnu odliku: palatalizaciju velara. U kretskom se tako /k/ (hrv. k) palatalizira u /t͡ʃ/ (hrv. č), /x/ (hrv. h) u /ʃ/ (hrv. š), /j/ (hrv. j) u /ʒ/ (hrv. ž) pred samoglasnicima /i/ i /e/.

## Područje
Kretsko narječje rabi se uglavnom na Kreti gdje njime govore kretski Grci. Upotrebljavaju ga i Grci koji su emigrirali u veće gradove, posebno se ističe Atena te glavni centri grčke dijaspore, SAD, Australija i Njemačka.
Također, potomci kretski muslimana, koji su napustili otok u 19. i 20. stoljeću, rabe jezik i danas. U Turskoj ih se zove kretskim Turcima, a čine većinu populacije Ayvalıku i otocima Cunda. Kretski muslimani žive i u obalnim gradovima al-Hamidiyaha u Siriji te u susjednome libanonskom području. Neki su se govornici kretskog grčkog preselili na Kretu zbog Sirijskog građanskog rata. Njihov kretski zvuči arhaično u usporedbi s onim kojim se danas govori na Kreti.

## Povijest
Godine 67. prije Krista Kreta je postala dijelom Cirenaike, provincije u Sjevernoj Africi, 395. godine prešla je Bizantu, ali Arapi su stekli kontrolu nad nekim dijelovima poslije 824. godine. Ipak, Bizant ih je vratio već 961. godine, nakon 4. križarskog rata križari su prodali Kretu Veneciji 1204. godine. Unatoč zapadnim vladarima, Krećani nisu napustili pravoslavlje, a ni svoj jezik ili kulturu. Osmanlije su osvojile glavni grad Krete (Kandiju, danas Heraklion) 1669. godine nakon jedne od najdužih opsada u povijesti. Kreta je stagnirala pod osmanskom kontrolom, a pokušaji ustanaka uvijek su bili ugušeni. Turci su napokon izbačeni iz Grčke 1898., a Kreta je dobila autonomijom sve do ulaska u uniju s Grčkom 1913. godine.
Poput svih modernih narječja (osim cakonskoga jezika i donekle grika i greka), kretsko narječje nastalo je od koine. U svojoj je strukturi i rječniku sačuvao neke odlike koje ga razlikuju od standarda. Ove su razlike uzrokovane udaljenošću od glavnih grčkih centara.